# Уилмор, Барри Юджин
Ба́рри Ю́джин «Бутч» Уи́лмор (англ. Barry Eugene «Butch» Wilmore; род. 1962) — астронавт НАСА. Совершил три космических полёта. капитан 1-го ранга ВМС США.

## Личные данные и образование
Барри Уилмор родился 29 декабря 1962 года в городе  Мерфрисборо, штат Теннесси. В 1981 году окончил среднюю школу в городе Маунт-Джулиет в том же штате. Получил образование в Технологическом университете Теннесси. В 1985 году получил степень бакалавра в области электротехники. В 1994 году получил степени магистра в области электротехники и в области авиационных систем.
Он женат на Диане Ньюпорт, она родом из Хеленвуда, штат Теннесси. Его родители — Фэй и Юджин Уилморы. У Барри есть родной брат, Джек Уилмор, он живёт в городе Франклин, штат Теннесси. В настоящее время Барри со своей семьёй живёт в Хьюстоне, штат Техас.

## До НАСА
Уилмор летал на самолётах А-7 Corsair и F/A-18 Hornet, нёс службу в ВМФ на четырёх авианосцах: «Форрестол», «Джон Ф. Кеннеди (CV-67)», «Энтерпрайз» и на «Эйзенхауэр». Принимал участие в Войне в Персидском заливе, операциях «Щит пустыни», «Буря в пустыне» и «Южная вахта» в небе над Ираком. Уилмор совершил 21 боевой вылет во время операции «Буря в пустыне» с палубы авианосца «Джон Ф. Кеннеди». Как лётчик-испытатель ВМС Уилмор принимал участие во всех первых испытаниях реактивного Т-45А, в том числе — многочисленные посадки на палубу авианосца с большими углами атаки, довёл дело до сертификации самолёта. До 2000 года, Уилмор по программе обмена лётчиками-испытателями и лётчиками-инструкторами между ВВС и ВМС США, служил в Лётной школе на авиабазе «Эдвардс», в Калифорнии. Барри Уилмор имеет более 6 200 часов налёта и 663 посадки на палубы авианосцев, всё это на тактических реактивных самолетах..

## Подготовка к космическим полётам
Принимал участие в 17-м наборе НАСА. 26 июля 2000 года был зачислен в отряд НАСА в составе восемнадцатого набора, кандидатом в астронавты. Стал проходить обучение по курсу Общекосмической подготовки (ОКП). По окончании курса, в 2001 году получил квалификацию «пилот корабля» и назначение в Офис астронавтов НАСА. Был распределён в Департамент экипажей МКС и планирования полётов кораблей посещения. Работал оператором связи при полёте STS-135.

## Полёты в космос

### STS-129
STS-129 , шаттл «Атлантис». C 16 по 27 ноября 2009 года, в качестве «пилота корабля». Миссия STS-129 — это первая из таких заключительных миссий шаттлов, задача которых состоит в доставке на станцию габаритных и ответственных запасных узлов и устройств. К таким устройствам относятся, в частности, гироскопы ориентации и баки систем охлаждения станции. Полезные грузы, которые доставляются шаттлом на станцию, закреплены на двух экспериментально-транспортных платформах (ExPRESS Logistics Carrier, ELC-1, ELC-2), которые были размещены в грузовом отсеке шаттла. На станцию доставлены два гироскопа ориентации, бак высокого давления с кислородом для шлюзового модуля, баки с азотом и аммиаком и насос для системы охлаждения станции. Среди полезных грузов также запасные части для робота-манипулятора и манипулятора «Декстре», запасные силовые кабели для транспортной тележки, устройство для зарядки и разрядки аккумуляторов солнечных батарей, устройство защиты станции от возможных электрических разрядов между станцией и верхними слоями атмосферы Земли. Запасной комплект антенны S-диапазона, комплект оборудования для любительской радиосвязи и оборудования для слежения за кораблями, находящимися в открытом море. Во время запланированных выходов в открытый космос, две экспериментально-транспортные платформы были закреплены на специально предназначенных для них местах на сегментах S3 и P3 ферменной конструкции станции. Приборы, которые расположены на экспериментально-транспортных платформах подсоединены к силовым и информационным цепям МКС. В общей сложности вес грузов доставленных на МКС составил около 14 тонн. Продолжительность полёта составила 10 суток 19 часов 16 минут.

### МКС-41/42
26 сентября 2014 года ракетой-носителем «Союз-ФГ» выведен в космос экипаж пилотируемого корабля «Союз ТМА-14М» в составе космонавтов Александра Самокутяева, Елены Серовой и астронавта НАСА Барри Уилмора.
Во время полета на МКС совершил выход в открытый космос:
EVA-28: 15.10.2014 - продолжительностью 06 ч 34 мин. 
Выходной люк модуля Quest был открыт в 12:16 UTC. Астронавты Грегори Уайсмен и Барри Уилмор заменили вышедший в мае из строя стабилизатор напряжения на внешней поверхности станции. На борт МКС астронавты возвратились в 18:50 UTC. Это был второй выход астронавтов американского сегмента МКС за последние 8 дней.
Барри Уилмор вернулся на Землю 12 марта 2015 года, продолжительность полёта составила 167 дней 05 часов 42 минут.
Общая продолжительность двух космических полётов — 178 суток 0 часов 58 минут.

### Третий полёт
5 июня 2024 года в 14:52 UTC (17:52 мск) стартовал вместе с Сунитой Уильямс на американском частном корабле Starliner Boe-CFT к МКС. Пуск ракеты-носителя Атлас-5 N22 (AV-085) с пилотируемым космическим кораблём Starliner (CFT mission) выполнен с площадки SLC-41 Станции КС США «Мыс Канаверал» (штат Флорида, США) стартовыми командами компании United Launch Alliance при участии специалистов НАСА и боевых расчётов 45-го Космического крыла Космических сил США.
6 июня 2024 года в 15:45 UTC астронавты перешли на станцию, присоединившись к членам экипажа 71-й экспедиции МКС.
В сентябре 2024 года, в связи с техническими проблемами космического корабля Starliner и отправкой его на Землю в автоматическом режиме 6 сентября 2024, астронавты NASA Cунита Уильямс и Барри Уилмор были включены в состав постоянной экспедиции МКС-72. Для возвращения на Землю для них было зарезервировано два пустых места на корабле Crew Dragon миссии SpaceX Crew-9, который прибыл на МКС 30 сентября 2024 года.
30 января 2025 года  астронавты NASA Cунита Уильямс и Барри Уилмор совершили запланированный выход в открытый космос, продолжительность которого составила 5 часов 26 минут. Это был второй выход в открытый космос для Уилмора.
18 марта 2025 года в 23:57:07 UTC  Барри Уилмор в составе экипажа корабля Crew Dragon миссии Crew-9  с Ником Хейгом,  Александром Горбуновым и Сунитой Уильямс благополучно вернулся на Землю после 17-часового полета с МКС.
Продолжительность третьего полета составила 286 суток 09 часов 04 минут 14 секунд.
Общая продолжительность полетов - 464 сут 10 ч 03 мин 07 с.

## Награды и премии
- награждён медалями США: «За космический полёт» (НАСА, 2009), «За выдающуюся службу» (НАСА), «Похвальной службы», «Воздушной медалью» (5 раз), «За достижения» (дважды) и многими другими;
- знак Федерального космического агентства России «За международное сотрудничество в области космонавтики» (2015)[16].